# Khanasir
Khanasir (tiếng Ả Rập: خناصر/ ALA-LC: Khanāṣir), cũng đánh vần Khanaser, là một thị trấn nằm ở quận As-Safira của Syria. Đây là một trong hai mươi bốn thị trấn và làng mạc nằm trong thung lũng Khanasir, một khu vực có dân số 11.000 người.

## Lịch sử

Khanasir là trung tâm hành chính của Nahiya Khanasir của quận As -Safira.

Thị trấn được Pliny the Elder nhắc đến là "Chenneseri"; từ nguyên của Khanasir không tồn tại trong tiếng Aramaic và từ nguyên tiếng Ả Rập là không thể (một từ không thể hiểu là "Khinsar" có nghĩa là "ngón tay út"). Một từ nguyên của Akkadian cũng có thể, với tên bắt nguồn từ từ "Hunsiru", một biến thể của từ "Humsiru" có nghĩa là một con chuột cống hoặc một con chuột.
Trong thời kỳ Byzantine, thị trấn được gọi là Anasartha, nằm trong thành lũy ở phía tây Syria; Malalas ghi lại rằng đó là một kastron (khu định cư trên đỉnh đồi kiên cố) được chỉ định là một polis của hoàng đế Byzantine Justinian I.  Một qanat có từ thời Byzantine đóng vai trò là nguồn nước cho ngôi làng vẫn hoạt động tốt trong thế kỷ 20. Theo Robert L. France, di tích thời Anzartine của Anasartha "có thể nhìn thấy trên đường phố, trong những bức tường mới được xây dựng và bên trong những ngôi nhà dân cư", ở Khanasir ngày nay. Anasartha và các ngôi làng xung quanh đã tận hưởng thời kỳ thịnh vượng giữa cuối thế kỷ thứ 4 đến đầu thế kỷ thứ 6. Phần lớn các ngôi nhà và nhà thờ được phát hiện trong khu vực này là của thời kỳ đó. Nhà thờ ở Anasartha có từ năm 426. Giám mục Maras của nó đã tham gia Hội đồng Chalcedon vào năm 451, và người kế nhiệm Cyrus là một người ký bức thư mà các giám mục của tỉnh gửi vào năm 458 cho Hoàng đế Byzantine Leo I the Thracian để phản đối việc giết Proterius của Alexandria. Một giám mục khác đã xây dựng một "nơi ẩn náu" ở Buz al-Khanzir lân cận vào năm 506-507. Không còn là một giám mục dân cư, Anasartha ngày nay được Giáo hội Công giáo liệt kê như một danh hiệu.
Khanasir, được người Ả Rập đầu tiên gọi là "Khunasira", đã trở thành một điền trang kiên cố và là nơi cư trú thường xuyên của Umayyad caliph Umar II (r. 717-720). Ông chết và được chôn cất ở đó.

### Kỷ nguyên hiện đại
Vào đầu thế kỷ 20, nhập cư Circassian từ Manbij, phía đông bắc Aleppo, định cư ở Khanasir, sử dụng vật liệu xây dựng cũ từ địa điểm này để tái lập thị trấn. Trong khi qanat thời Byzantine ngừng cung cấp nước cho ngôi làng sau khi xây dựng các giếng bơm ở khu vực phía tây thung lũng Khanasir năm 1975, ngày 12,0 km (7,5 mi)    Cấu trúc dài  được Hamidé mô tả vào năm 1959 khi xả 8 lít mỗi giây, tưới cho diện tích 0,15 km2 (37 mẫu Anh).
Vào ngày 23 tháng 2 năm 2016, Đài quan sát nhân quyền Syria báo cáo rằng ISIL đã chiếm được thị trấn nằm dọc theo một con đường lớn và tuyến đường tiếp tế đến thành phố Aleppo. Hai ngày sau, Quân đội Syria đã tìm cách chiếm lại thị trấn từ ISIL.

## Khí hậu
Môi trường đất khô hạn, mùa mưa ở Khanasir rơi vào giữa tháng 10 và tháng 5 với lượng mưa trung bình hàng năm là 210 mm. Sự thay đổi giữa các năm rất cao, với 50% số năm từ 1929 đến 2004 nhận được hơn 200,0 mm (7,87 in) và 25% nhận hơn 250,0 mm (9,84 in).
Tháng 7 và tháng 8 là những tháng nóng nhất với nhiệt độ trung bình tối đa hàng ngày là 37 °C (99 °F). Nhiệt độ tối thiểu trung bình hàng ngày thấp nhất là 2,3 °C (36,1 °F)     vào tháng Giêng. Trong khi nhiệt độ có thể xuống dưới 0 °C (32 °F) vào ban đêm vào tháng 11 và tháng 12, hầu như không bao giờ duy trì mức thấp đó trong suốt cả ngày.

## Nên kinh tế
Giống như phần còn lại của dân làng thung lũng Khanasir, những người sống ở Khanasir có được thu nhập từ nhiều nguồn khác nhau, với phần lớn làm việc như là nông dân, mục vụ hoặc lao động nghèo đất. Các nhà nông nghiệp có thu nhập bình quân đầu người từ US $ 1,30 đến $ 2 mỗi ngày, bổ sung thu nhập của họ từ việc trồng trọt với việc vỗ béo động vật và lao động có lương. Khoảng 40% cư dân của thung lũng Khanasir là những người nông nghiệp và phần phụ của dân số này bao gồm nhóm sở hữu đất đai lớn trong khu vực. Những người chăn gia súc và những người chăn gia súc di cư, kiếm thu nhập bình quân đầu người từ 1 đến 1,50 mỗi ngày và thường phải vỗ béo để bổ sung thu nhập của họ. Lao động nghèo đất sở hữu một số đất, từ 0,035 km2 (8,6 mẫu Anh) và 0,07 km2 (17 mẫu Anh), nhưng kiếm thu nhập bằng cách làm việc trên đất của người khác, kiếm được ít hơn 1 đô la mỗi ngày.